# Melantrich

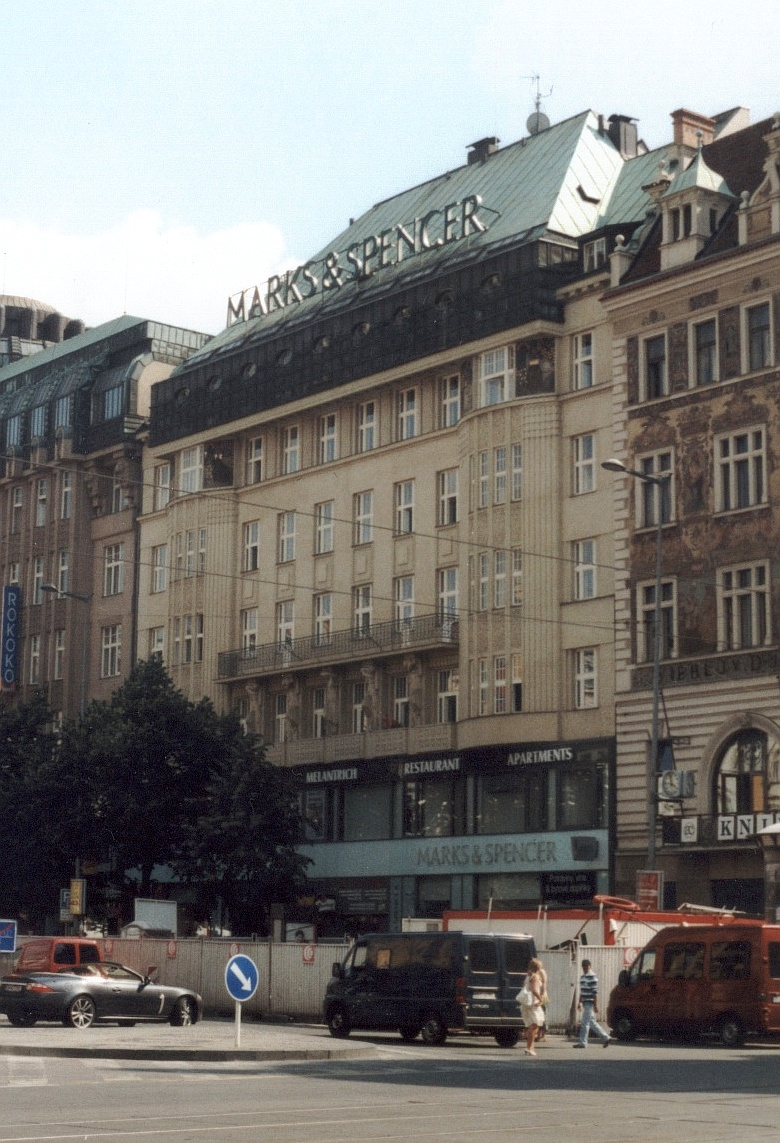
Clădirea istorică a editurii Melantrich din Piața Wenceslas din Praga în vara anului 2007

Melantrich (în cehă Nakladatelství Melantrich - Editura Melantrich) a fost o mare editură de limba cehă în relație cu Partidul Social Național Ceh. Înființată în 1897, editura a funcționat până în 1999.

## Istoric
În 1897 a fost fondat Partidul Social Național Ceh (nici o legătură cu național-socialismul german) după apariția unei sciziuni în cadrul Partidului Social Democratic Cehoslavonic al Muncitorilor. Noul partid a înființat o editură denumită „Knihtiskárna národně sociálního dělnictva” (în traducere „Tipografia muncitorilor național socialiști) pe 9 iulie 1897. Partidul a lansat, de asemenea, un cotidian intitulat „Česká demokracie” („Democrația cehă”), condus de Václav Klofáč, fără prea mult succes.
În 1907 Jaroslav Šalda, un muncitor talentat de la tipografie, a lansat împreună cu Klofáč cotidianul České slovo („Cuvântul ceh”). Ziarul s-a dovedit a fi de succes și în anul 1910 editura a cumpărat clădirea „Hvězda” („Steaua”) din Piața Wenceslas. Compania a adoptat numele de „Melantrich” după editorul renascentist Jiří Melantrich de Aventino (născut Jiří Černý Rožďalovický; c.1511, Rožďalovice - 19 noiembrie 1580, Praga). Clădirea a fost redenumită „Melantrich” după reconstrucția din 1922.
În 1919 compania, obținând un permis oficial, a început să publice mai multe ziare și reviste (inclusiv primul tabloid din Cehoslovacia, „Pražský ilustrovaný zpravodaj”). În 1924 Melantrich a devenit societate pe acțiuni. În 1926 a fost achiziționată tipografia „Koppe & Bellmann” din Smíchov. În 1928 a fost înființată o sucursală la Ostrava, în anul 1934 una la Brno și mai târziu încă una la Žilina. În cursul anilor 1930 Melantrich s-a implicat în producția de filme și în grafica comercială. În 1936 a fost înființată o editură muzicală denumită „MelPa” (Melantrich + Pazdírek). Spectrul literaturii publicate de Melantrich a fost foarte larg și a cuprins lucrări ale multor scriitori cehi contemporani, cum ar fi Božena Benešová, Jan Čep, Jaroslav Durych, Egon Hostovský, Josef Kopta, Vítězslav Nezval, Ivan Olbracht și Vladislav Vančura. Tirajul unor ziare și reviste a ajuns la sute de mii, iar în câteva cazuri („Večerní slovo”, săptămânalul „Svobodný zítřek”) la mai mult de un milion.
Condusă de Šalda, Melantrich a devenit cea mai mare editură din Prima Republică Cehoslovacă. După ocupația nazistă (1939) compania a reușit să rămână în afaceri, dar Šalda a fost închis (în 1941) și controlul a fost preluat de către colaboratorii naziști. După război Šalda, nedorind să se implice în politică, a fost înlăturat de partid din poziția executivă. „České slovo” a fost redenumit „Svobodné slovo” („Cuvântul Liber”) în 1945.
După preluarea puterii de către comuniști în 1948 Šalda a fost demis, iar compania naționalizată și împărțită în trei părți. În 1950 Partidul Socialist Cehoslovac (partidul și-a schimbat numele) a obținut dreptul de a controla din nou societatea, în timp ce statul a rămas proprietarul formal. (Această situație a condus la litigii după 1989.) În 1950 editura și-a schimbat numele în „Svobodné slovo-Melantrich”, în 1960 în „Svobodné slovo” și, din nou, în 1967 în „Melantrich”.
În timpul Revoluției de Catifea (1989) un balcon al clădirii Melantrich a servit ca tribună pentru oratorii care s-au adresat maselor de protestatari care s-au adunat în Piața Wenceslas. Partidul socialist a folosit mai târziu acest balcon ca simbol principal al campaniei lor electorale din 1990, care s-a dovedit fără succes.
În prima jumătate a anilor 1990 au avut loc dispute și litigii cu privire la cine este noul proprietar al companiei. Ziarul Svobodné slovo și-a schimbat redactorul-șef de multe ori în timp ce tirajul a scăzut în mod constant. În 1996 Melantrich a fost cumparat de o companie de media ce făcea parte din grupul Chemapol. Svobodné slovo a fost redenumită „Slovo” („Cuvântul”) și vândută în 1998. Chemapol a intrat în faliment în anul 1998. Editura a fost, la fel ca multe alte edituri tradiționale mari din Republica Cehă, în imposibilitatea de a concura pe piața liberă și a fost închisă în 1999.
După aceea, clădirea Melantrich a fost transformată într-un hotel de lux.

## Traduceri din limba română
Editura Melantrich a publicat traducerile în limba cehă ale unor opere literare importante din limba română precum Întunecare (1981) de Cezar Petrescu, Ciuleandra (1985) de Liviu Rebreanu, Sfârșit de veac în București (1979) de Ion Marin Sadoveanu, Jocul cu moartea (1968) de Zaharia Stancu.

## Legături externe
- Istoria editurii Melantrich: scurtă prezentare[nefuncțională]